# Wendy Crewson
Wendy Jane Crewson (Hamilton, Ontario; 9 de mayo de 1956) es una actriz canadiense. Comenzó su carrera apareciendo en la televisión canadiense, antes de su papel decisivo en la película dramática de 1991 The Doctor.

## Biografía
Wendy Crewson nació en Hamilton, Ontario.
De su carrera como actriz se destacan sus participaciones en las tres películas de ¡Vaya Santa Claus! con el papel de Laura Miller en todas las películas de la trilogía. También se destacan de ella otros papeles como los personajes que ha interpretado en películas como Corrina, Corrina, El hombre bicentenario o Air Force One.

## Filmografía
| Año       | Título                                         | Rol/Papel                   |
| --------- | ---------------------------------------------- | --------------------------- |
| 1982      | Mazes and Monsters                             | Kate Finch                  |
| 1983      | Skullduggery                                   | Barbara Sluszarczyk/Dorigen |
| 1984      | Heartsounds                                    | Judy                        |
| 1985      | Mark of Cain                                   | Dale                        |
| 1987      | A Hobo's Christmas                             | Laurie                      |
| 1990      | Getting Married in Buffalo Jump                | Sophie Ware                 |
| 1991      | The Doctor                                     | Dr. Leslie Abbott           |
| 1992      | Folks!                                         | Audrey Aldrich              |
| 1993      | The Good Son                                   | Susan Evans                 |
| 1994      | The Santa Clause                               | Laura Miller                |
| 1994      | Corrina, Corrina                               | Jenny Davis                 |
| 1996      | To Gillian On Her 37th Birthday                | Kevin Dollof                |
| 1997      | Air Force One                                  | First Lady Grace Marshall   |
| 1998      | At the End of the Day: The Sue Rodriguez Story | Sue Rodriguez               |
| 1998      | Escape Velocity                                | Billie                      |
| 1999      | Better Than Chocolate                          | Lila                        |
| 1999      | El hombre bicentenario                         | 'Ma´am' Martin              |
| 1999      | Summer's End                                   | Virginia Baldwin            |
| 2000      | Mercy                                          | Bernadine Mello             |
| 2000      | What Lies Beneath                              | Elena                       |
| 2000      | The 6th Day                                    | Natalie Gibson              |
| 2001      | Suddenly Naked                                 | Jackie York                 |
| 2001      | Deadly Appearances                             | Joanne Kilbourn             |
| 2002      | Perfect Pie                                    | Adult Patsy                 |
| 2002      | An Unexpected Love                             | McNally "Mac" Hays          |
| 2002      | The Santa Clause 2                             | Laura Miller                |
| 2002      | Verdict in Blood                               | Joanne Kilbourn             |
| 2003      | The Piano Man's Daughter                       | Ede Kilworth                |
| 2003      | Twelve Mile Road                               | Dr. Angela Landis           |
| 2004      | The Clearing                                   | Louise Miller               |
| 2004      | Pigeon                                         | Woman in Train              |
| 2005      | Niagara Motel                                  | Lily                        |
| 2005      | Hunt for Justice                               | Louise Arbour               |
| 2006      | Eight Below                                    | Eve McClaren                |
| 2006      | Who Loves the Sun                              | Mary Bloom                  |
| 2006      | The Covenant                                   | Evelyn Danvers              |
| 2006      | Away from Her                                  | Madeleine                   |
| 2006      | The Santa Clause 3: The Escape Clause          | Laura Miller                |
| 2007      | The Seeker: The Dark is Rising                 | Mary Stanton                |
| 2007-2008 | Regenesis (Serie de TV)                        | Rachel Woods (24 episodios) |
| 2009      | Formosa Betrayed                               | Susan Kane                  |
| 2015      | The room                                       | Reportera                   |
| 2020      | October Faction                                | Maggie Allen                |
| 2020      | The Nest                                       | Madre de Alisson            |
| 2023      | Close to You                                   | Miriam                      |
| 2024      | Backspot                                       | TBA                         |